# 교육에서의 소셜 미디어 활용
교육에서의 소셜 미디어 활용은 교육을 향상시키기 위한 수단으로 소셜 미디어를 활용하는 것을 의미한다. 소셜 미디어는 “사용자 생성 콘텐츠의 창작 및 교환을 가능하게 하는 인터넷 기반 애플리케이션의 집합”이다. 이는 ‘읽고/쓰기 웹(read/write web)’으로도 알려져 있다. 시간이 흐르고 기술이 발전함에 따라 소셜 미디어는 학생, 학자, 교사를 포함한 사람들의 삶에 필수적인 요소가 되었다. 그러나 소셜 미디어는 논쟁의 대상이 되기도 하는데, 새로운 연결 수단을 제공하는 동시에 자존감을 해치고 주의 집중 시간을 단축시키며 정신 건강 문제를 증가시킨다는 비판도 존재한다.
2016년에 발표된 한 논문에서는 소셜 미디어의 영향을 중심으로 설문조사가 이루어졌다. 조사 결과에 따르면 학생의 54.6%는 소셜 미디어가 학업에 긍정적인 영향을 준다고 믿었으며(38%가 동의, 16.6%가 강하게 동의), 약 40%는 반대하였고, 4.7%는 강하게 반대하였다. 여성 학생의 53%는 소셜 미디어가 학업에 부정적인 영향을 미친다고 응답하였다. 남성 학생 중에서는 40%가 부정적인 영향을 인정했으며, 59%는 동의하지 않았다.
2023년에 발표된 한 기사에서는 소셜 미디어에 대한 뇌의 보상 시스템 반응을 심층적으로 다루었다. 이 연구는 뇌 속의 사회적 보상 시스템과 소셜 미디어에서 얻는 보상을 비교하였다. 일반적으로 만 10세에서 12세 사이에 대부분의 아동은 휴대전화를 처음 소유하게 되며, 이 시기에 사회적 보상에 대한 뇌의 반응은 더욱 만족스럽게 느껴지기 시작한다. 성인기에 가까워지면서 이러한 사회적 보상의 효과는 또래의 피드백에 덜 의존하게 되며, 이는 보다 성숙한 전전두엽 피질의 발달과 관련이 있다. 결과적으로 이러한 성숙은 사회적 보상에 대한 정서적 반응을 더 잘 조절하고 균형 있게 관리할 수 있도록 한다.

## 역사

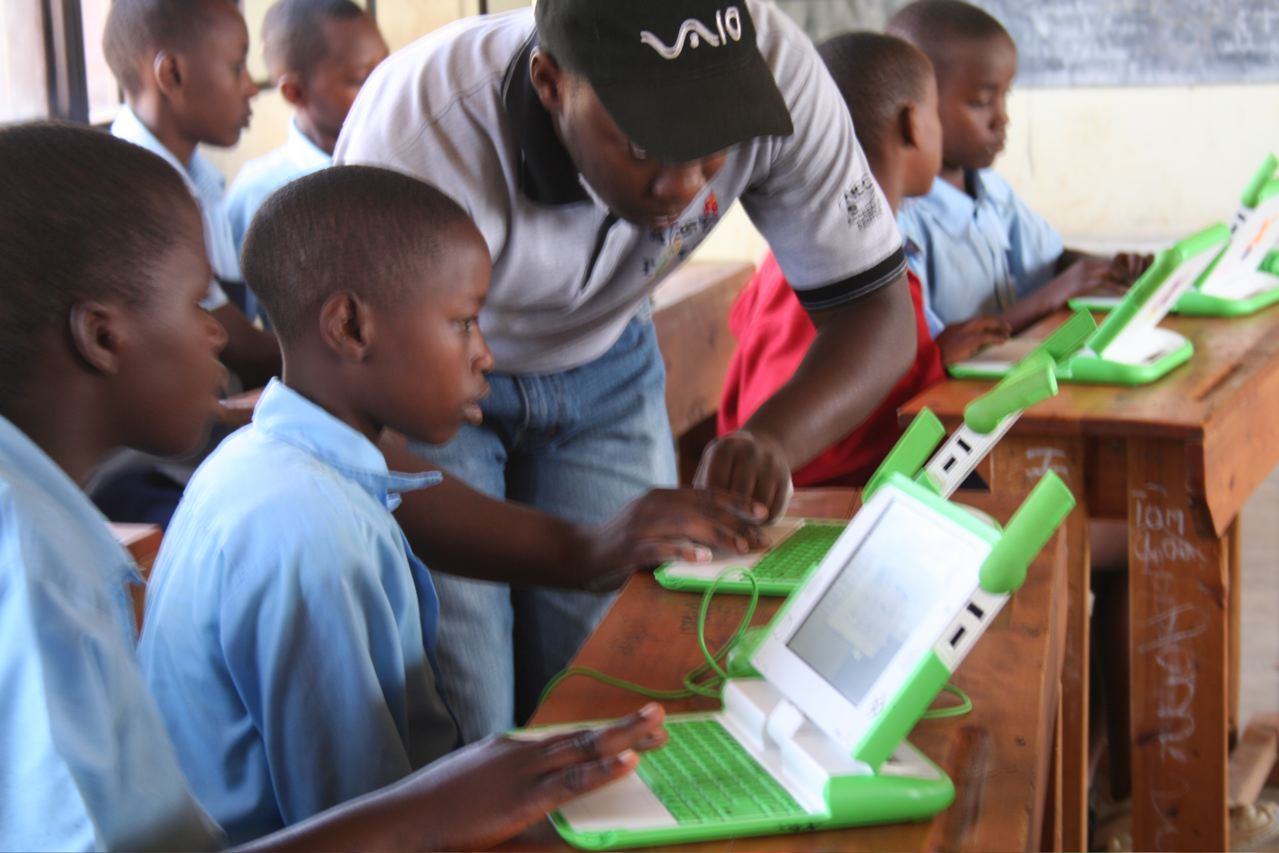
학교 환경에서 기술 사용을 즐기는 학생들.

케임브리지 인터내셔널의 한 설문조사에 따르면, 100개국에서 12세에서 19세 사이의 교사와 학생 약 20,000명을 조사한 결과, 48%의 학생이 수업 중 데스크톱 컴퓨터를 사용하며, 42%는 휴대전화를, 33%는 인터랙티브 화이트보드를, 20%는 태블릿을 사용한다고 응답하였다. 데스크톱 컴퓨터의 사용 비율은 태블릿보다 더 높았다. 교사들은 “학교 내 휴대전화 금지” 규정을 포기하고 있었다.
2024년에 커먼 센스 에듀케이션을 통해 실시된 조사에 따르면, 8세에서 12세 사이 아동의 54%, 13세에서 18세 사이 청소년의 69%가 소셜 미디어가 숙제에 큰 방해가 된다고 보고하였다.

### 미국
2000년 이후 장기간 지속된 기술 붐은 더욱 가속화되었다. 2018년 기준으로 미국 10대 학생의 95%가 스마트폰에 접근할 수 있었으며, 45%는 거의 항상 온라인 상태라고 응답하였다.
소셜 미디어의 초기 시기에는 많은 학생들이 호환 가능한 기기를 소유하고 있지 않았으며, 학교 예산도 학생용 기기를 구입하기에는 부족했던 관계로 기술 접근성이 큰 문제였다.
비판에도 불구하고, 미주리주는 2011년에 교사가 학생과 소셜 미디어를 통해 개인적으로 소통하는 것을 금지하는 법을 통과시켰다. 이 법의 지지자들은 미성년 학생과 교직원 간의 온라인 커뮤니케이션이 부적절한 관계로 이어질 수 있다는 점을 우려하였다.
일부 학교는 “브링 유어 온 디바이스”(BYOD) 정책을 도입하였으며, 이를 통해 학생들은 휴대전화나 태블릿 등 인터넷 접속이 가능한 기기를 수업에 지참할 수 있었다. 팬데믹 기간 동안, 연방 정부는 더 많은 학교가 기기를 구입할 수 있도록 자금을 지원하였다. 시간이 지나면서 더 많은 학생들이 소셜 미디어 접속이 가능한 휴대전화를 갖게 되었고, 개인 기기의 사용은 학생들의 만족도를 높였지만, 교사의 수업 중 기기 사용 통제 능력은 감소하였다.
2018년 퓨 리서치 센터의 연구에 따르면, 10대의 95%가 휴대전화를 보유하고 있으며, 소셜 미디어를 지속적으로 사용한다고 보고되었다.

### 캐나다
온타리오의 필 교육청(PDSB)은 교실 내에서 소셜 미디어 사용을 허용하였다. 2013년, 이 교육청은 BYOD 정책을 도입하고 많은 소셜 미디어 사이트의 차단을 해제하였다. 이후 이 정책은 소셜 미디어를 구체적으로 다루는 새로운 정책으로 대체되었다.

## 활용

### 교실
교실에서 소셜 미디어는 정보를 체계적으로 배포하고 학생들로부터 정보를 수집할 수 있는 수단을 제공한다. 교사는 문서 및 오디오/비디오 자료를 학생들에게 즉시 또는 나중에 활용할 수 있도록 제공할 수 있다.
고등교육에 관한 한 연구는 기기와 소셜 미디어가 다음과 같은 효과를 가져왔다고 보고하였다:
- 상호작용의 기회 창출
- 협업의 기회 제공
- 정보 접근의 속도 향상
- 다양한 학습 방식 제공
- 상황적 학습 제공

반면, 기술에 반대하는 교사, 기기 관련 문제, 기기가 주는 주의 분산 등이 문제점으로 지적되었다.
소셜 미디어는 교실 내에서 부정적인 영향을 미칠 수 있다. 예일 대학교의 한 보고서에 따르면, 수업 중 학문적 목적이 아닌 이유로 노트북을 사용하는 학생들은 더 낮은 성과를 보였다. 이 학생들은 대부분의 시간을 소셜 미디어, 쇼핑, 기타 개인적 활동에 소비하였다.
그러나 소셜 미디어는 많은 교육자들이 학생들을 더 효과적으로 멘토링하는 데 도움을 주었다.
소셜 미디어는 영상 통화, 스토리, 피드, 게임 등을 통해 학습 과정을 향상시킬 수 있는 장을 제공한다.
교사는 소셜 미디어를 활용해 학생들과 소통할 수 있다.
학생들은 소셜 미디어를 통해 에세이, 프로젝트, 발표 자료에 활용할 수 있는 다양한 자료에 접근할 수 있다. 학생들은 교사와 동료들의 의견에 손쉽게 접근하고 피드백을 제공할 수 있다.
소셜 미디어는 대면 회의 없이도 정보를 공유함으로써 학생들이 협업할 수 있는 기회를 제공한다.
또한 소셜 미디어는 학생들이 교재를 넘어 전문가와 연결될 수 있는 기회를 제공한다. 2010년의 한 연구에 따르면, 온라인 기술(소셜 미디어 포함)은 학생들이 교실 밖에서 토론하는 데 있어 기존 방법보다 더 편안함을 느끼도록 도와준다고 한다.
한편, 교사는 적절한 직장 규정 없이 교실 밖에서 소셜 미디어를 사용할 경우 위험에 처할 수 있다.
여러 연구에서는 대학생들의 소셜 미디어 사용이 학교 이메일과 같은 공식적 의사소통 방식에 어떤 영향을 미치는지를 분석하였다.

### 학습 외
소셜 미디어는 교사와 학생 간에 사적이고 기밀성이 유지되는 또 하나의 소통 경로를 제공한다.

연구는 소셜 미디어의 세계적 도달 범위에 주목하며, 지리적 경계를 초월하고 문화 간 교류를 촉진하는 역할을 강조하고 있다.

### 전문성 개발
소셜 미디어는 교사가 학습자로서 지식을 확장하고 기술을 숙련하며 협업을 강화하는 등 전문성 개발을 도울 수 있다.

### 비학술적 활용
학교는 공지사항 전달을 위해 소셜 미디어를 사용할 수 있다. 교사와 행정직원은 학부모와 학생에게 중요한 정보를 전달하고 피드백을 받을 수 있다. 학부모들은 학교 행사 및 정책을 지속적으로 파악할 수 있다.

### 생태 교육
소셜 미디어(페이스북, 인스타그램, 유튜브 등)에서의 환경 교육(자연 교육/숲 교육)
수년간 우리는 자연에 관심 있는 사람들의 소셜 미디어 활동을 관찰해 왔다. 여기에는 비정부기구와 같은 다양한 단체뿐만 아니라, 산림학 및 관련 학문과 직접적인 교육이나 직업 연계가 없는 일반 인터넷 사용자들도 포함된다. 관심 있는 사용자들은 페이스북에 자연 관련 그룹을 개설함으로써 통합되었다.
소셜 미디어를 생태, 자연, 산림 교육 등에 활용할 수 있는 잠재력은 다음과 같다:
1. 가상 자연 그룹은 숲 속 관광 및 레크리에이션 시 올바른 습관(자연 윤리)을 홍보하는 데 유용하며, 예를 들어 “우리가 모르는 식물은 채취하지 말 것”이라는 일반 규칙을 관리자가 규정에 포함시켜 희귀종의 무분별한 채집을 막을 수 있다.
2. 소셜 미디어 활동은 사람들에게 현장에서 자연을 학습하도록 동기를 부여하고, 지식을 얻고, 대중적 오해를 바로잡고, 과학자 및 실무자와의 소통을 가능하게 하며, 유용한 문헌과 웹사이트를 홍보하고, 동시에 뉴스 서비스의 왜곡 및 사실 오류를 드러낼 수 있게 한다.
3. 단지 가상 접촉에 그치지 않고, 재정적 장벽과 거리에도 불구하고 인터넷 사용자들은 자연 모임을 조직한다. 이러한 모임은 친목을 도모할 뿐 아니라 함께 자연을 배우고 즐기는 기회가 된다.
4. 과학자와 자연 애호가 간의 페이스북을 통한 소통은 종 인벤토리 조사에서 협력의 원천이 되었으며, 예를 들어 NATRIX 파충류 학회의 온라인 캠페인은 인터넷 사용자가 민물뱀의 목격 사례를 보고하는 것뿐 아니라 해당 종의 생물학 및 위협에 주의를 환기시키는 활동을 포함하고 있다.

소셜 미디어는 다양한 연령과 사회적 배경을 가진 사람들에게 숲 교육이 신속하게 도달할 수 있는 장이 되었다. 자연 애호가, 생물학자, 임업인, 과학자가 참여하는 자연 그룹은 시민 과학을 통해 지식 수준과 자료 수집에 실질적인 영향을 줄 수 있다.

## 애플리케이션과 서비스
소셜 미디어는 학생들이 교실 밖 조직과 협력하여 자신의 분야에 참여할 수 있게 한다. 교실 밖 또래와 더 쉽게 접촉할 수 있게 함으로써 학생들은 시야를 넓히고 지원 자원을 찾을 수 있다.
소셜 미디어는 교실 밖에서 협업과 혁신을 통해 학습을 도왔다. “교육 관련 소셜 미디어 사용 탐구”라는 한 연구는 이를 ‘관객 연결자(audience connectors)’라고 명명했다. 관객 연결자는 왓츠앱과 페이스북을 활용해 학생들을 함께 모이도록 한다. 이 연구는 “연구에 참여한 학생의 60%가 기술이 교육을 더 나아지게 한다고 동의했다”고 보고했다. 소셜 미디어가 유익한 교육 플랫폼을 촉진할 수 있지만 단점도 존재한다. 학생들은 자신의 이해를 증진시키기보다 “인터넷에서 자료를 복사하는 기술”에 능숙해질 수 있다. 또 다른 단점은 학생들의 주의 집중 시간이 감소한다는 점이다. 본 연구의 학생들이 제기한 우려는 많은 학생이 맞춤법 검사 기능에 의존하며, 맞춤법 검사 기능이 없을 경우 감점되는 경향이 있다는 것이다.
X(전 트위터)와 같은 앱은 교사들이 학생들이 통제된 환경에서 소셜 미디어를 학습할 수 있도록 교실 계정을 만들 수 있게 한다. 교사는 클래스 계정에 과제를 게시할 수 있고, 학생들은 댓글 달기, 게시물 재공유, 좋아요 누르기를 연습할 수 있다.
일부 연구자들은 블로깅과 같은 소셜 미디어 애플리케이션이 아이들의 창의성 향상에 도움이 될 수 있다고 보고한다. 특히 몇몇 연구는 소셜 미디어가 내성적인 학생들이나 어린 학생들에게 의견을 교환하고 표현할 수 있는 편리함을 제공한다고 언급한다.
대학 기관들은 학생과의 소통 및 전반적인 학생 생활의 질 향상을 위해 소셜 미디어를 교육 시스템에 도입하고 있다. 이는 대학에 신속하고 편리한 의사소통 수단을 제공하며 학생들과의 피드백 주고받기 매체를 추가로 제공한다. 거의 모든 대학생이 어떤 형태로든 소셜 미디어를 사용한다. 연구에 따르면, 소셜 미디어를 사용하는 대학생의 99%가 페이스북을 사용하며, 35%가 X를 사용한다. 인스타그램, 레딧, 텀블러도 인기 있는 서비스다. 미국의 많은 교실에서는 교사가 과제를 게시하고 학생과 상호작용하는 소셜 미디어 페이지를 만들었다. 학교들은 학생과 교직원이 온라인에서 상호작용하는 방식에 관한 규칙을 제정하였다. 2013년 연구에 따르면, 학생과 젊은 성인들은 이전보다 더 새로운 소셜 미디어 플랫폼을 활발히 사용하고 있다. 이들은 이러한 플랫폼을 통해 다른 학생들과 연결하고 학교 소식을 접한다. 많은 학교가 2021년까지 소셜 미디어 매체를 적극적으로 도입하였다. 유튜브, 줌과 같은 매체는 수업과 강의를 녹화하여 학생들이 교실 밖에서 시청할 수 있도록 하고, 수업 시간을 다른 활동에 더 많이 할애할 수 있게 한다. 최근에는 줌, 슬랙, 인스타그램, 구글 클래스룸, 캔바, 캔바스 등이 사용되고 있다.

### 페이스북
수업에서 페이스북 사용은 사진, 영상, 타 사이트 링크 등 다중 양식 콘텐츠를 지원하는 친숙한 매체를 통해 비동기적 및 동기적 대화를 가능하게 한다. 또한, 학생들이 직접 대면해서는 질문하기 어려운 내용도 질문할 수 있도록 한다. 학생들은 스스로 개인정보 설정을 관리한다. 페이스북은 학생들이 교실 안팎에서 자신의 생각을 표현할 수 있는 대안적 수단이다. 학생들은 글로 생각을 정리한 후 표현할 수 있다. 또한 페이스북의 비격식적 분위기는 자기 표현을 돕고 학생과 교사, 학생 상호 간의 상호작용 빈도를 높일 수 있다. 다만, 토우너와 무뇨즈는 이러한 비격식성이 모든 교육자와 학생에게 편안하지 않을 수 있다고 지적한다.

페이스북은 과제 업로드 제한과 교육 내 사용 저항으로 인해 기존의 학습 관리 시스템보다 효율성이 떨어질 수 있다. 특히 학생 간 협업의 일부 기능은 게시물을 계층적/연결된 형식으로 조직하는 전용 시스템에서 더 효과적으로 이루어질 수 있다. 그럼에도 여러 연구는 학생들이 전통적 시스템(웹CT, 블랙보드)보다 페이스북 게시판에 더 자주 글을 올리고 더 활발히 참여한다고 보고한다.
그러나 대학 경험이 있는 부모를 둔 학생이 그렇지 않은 학생보다 더 활발한 사용자인 경우가 많다. 후자의 학생들은 온라인 활동에 적응하는 데 추가 지원이 필요할 수 있다.

### X (전 트위터)

X에 게시된 온라인 메시지인 "트윗"의 내용을 보여주는 도표가 있다. 가장 큰 범주는 "무의미한 잡담"과 "논쟁적인" 주제였다.

X는 소통 능력 향상과 비판적 사고 강화에 활용될 수 있다. 2013년 한 연구에서는 대학원 세미나에서 학생들에게 매주 X에 게시하도록 요구하여 교실 토론을 확장하였다. 학생들은 X를 통해 내용과 동료와 연결되었으며, 전문적·개인적으로 유용하다고 평가했다. 2011년 132명을 대상으로 한 연구는 소셜 미디어와 학생 참여 및 성적 간의 연관성을 조사했다. 학생들을 X 사용 그룹과 비사용 그룹으로 나누었으며, X 사용 그룹은 교재 토론, 학습 그룹 조직, 수업 공지 게시, 동료 연결에 X를 활용했다. 이 그룹은 더 높은 학점과 참여 점수를 기록했다.
2008년부터 2011년까지 발표된 X 관련 문헌을 검토한 2012년 연구는 X가 학생들 간 교실 내 ‘비공식 백채널’을 만들어 수업 외 토론을 확장할 수 있게 한다고 결론지었다. 학생들은 X를 통해 뉴스와 전문 분야 인사들과 연결되었다. X 스타일의 마이크로 블로깅은 학생들의 “높은 수준의 참여”를 촉진하며, 140자 제한으로 간결한 소통을 요구한다고 보고되었다. 일부 학생은 정보 과부하를 경험했으며, 많은 학생은 토론에 적극 참여하지 않고 다른 사람의 게시물만 읽는 데 그쳤다.

### 유튜브

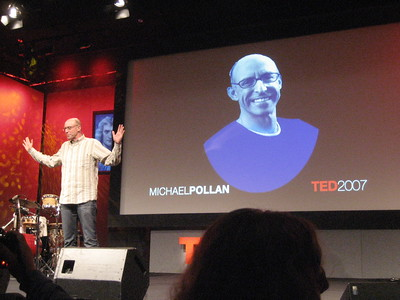
마이클 폴란은 TED 무대에서 “식물의 시각”이라는 발표를 하고 있다. 이 강연에서 그는 식물의 관점으로 사회를 바라보며 정치, 경제, 그리고 전반적인 세계에 대한 급진적인 견해를 드러낸다.

유튜브는 교실 도구로 자주 사용된다. 학생들은 영상을 시청하고, 댓글을 달며, 콘텐츠에 대해 토론할 수 있다. 학생과 교사 모두 영상을 제작할 수 있다. 2011년 연구는 유튜브가 참여도, 개인화(맞춤화), 생산성을 증가시키고, 학생들의 디지털 기술과 동료 학습, 문제 해결 능력을 향상시켰다고 보고했다. 2012년 연구에 따르면 영상은 학생들의 집중을 유지시키고 과목에 대한 흥미를 유발하며 강의 내용을 명확히 하는 데 도움이 되었다. 학생들은 영상이 정보를 기억하고 현실 세계 적용을 시각화하는 데 도움을 준다고 응답했다.
2000년대 초, 살만 칸은 짧은 교육용 영상을 유튜브에 올리기 시작했다. 그의 영상이 인기를 얻으면서 칸 아카데미가 창립되어 해당 프로젝트를 공식화하고 상업화했다. 또 다른 인기 유튜브 채널인 TED는 과학자, 연구자, 의사 등 전문가들이 일반 대중을 대상으로 간결한 강연을 올린다. 2021년 연구는 유튜브가 다양한 학습 스타일을 충족시킨다고 보고했다. 유튜브에는 사실상 모든 주제에 관한 심층적 콘텐츠가 폭넓게 존재한다.

### 학습 관리 시스템
블랙보드, 무들, 슬랙은 학습을 향상시키고 과제를 관리할 수 있는 플랫폼을 만들었다. 예를 들어, 학습 관리 시스템(LMS)은 포럼과 채팅방과 같은 소통 도구를 제공한다. 포럼은 학생들이 아이디어를 공유하고 질문하며 협력할 수 있는 공간을 만든다. 이러한 시스템은 사회적 기능을 지원하지만, 주된 목적이 사회적 상호작용이 아니라 학습과 교육 지원에 있기 때문에 전통적인 소셜 미디어와는 다소 구별된다.

### 슬랙
슬랙(2007)은 전 세계 직장인과 업무 환경에서 사용되는 커뮤니케이션 도구이다. 글쓰기, 동영상, 답글, 메시지 전송 등의 기본적인 소셜 미디어 기능을 갖추고 있다. 트위터와 디스코드와 유사한 디자인이며, 학생들도 익숙한 디자인으로 교사와 학생이 글쓰기와 동료와의 연결을 위해 네트워크를 구성할 수 있다.
슬랙의 디자인은 학생과 교사 모두가 과제나 프로젝트에 쉽게 사용할 수 있도록 친숙하게 설계되었다. 사용 방식 덕분에 학생들이 글쓰기에 더 적극적이고 활발히 참여하도록 돕는다. 이는 소셜 미디어의 사용 편의성에서 비롯된다. 스마트폰 앱 옵션을 통해 학생들은 교실 내 학습에 앱을 어떻게 활용할지 신경 쓸 수 있다. 학교는 궁극적으로 학생들에게 학습에 접근할 또 다른 저렴한 수단을 제공하게 된다.
교육적 맥락에서 슬랙은 협업을 위한 다목적 플랫폼 역할을 한다. 교사와 학생은 수업 토론 채널을 만들고, 자료를 공유하며, 그룹 과제를 관리하는 데 슬랙을 사용한다. 공개 및 비공개 채널을 통해 투명성과 포용성, 선택된 대상 간 구분을 명확히 할 수 있다. 또한 구글 드라이브, 줌 등 다른 앱과의 연동으로 특히 원격 학습 환경에서 원활한 작업 흐름이 가능하다. 여러 기기에서 접근 가능해 참여자들이 지속적으로 연결되고 몰입할 수 있다.
그러나 슬랙에는 몇 가지 문제점이 있다. 데이터 보호가 자주 업데이트되지 않고, 온라인 작업의 특성상 상호작용이 감소될 수 있다는 문제가 있다.

## 영향

### 의사소통 능력
2010년 연구에서는 학생들이 소셜 미디어를 더 많이 사용하며 이것이 의사소통 능력 향상에 긍정적 영향을 준다고 보고했다. 2015년 마카블레, 쿠테샛, 마사데, 후다 카라제의 연구에서는 소셜 미디어가 학생들에게 부정적 영향을 미친다는 증거가 없었다. 소셜 미디어는 수업 내용에 대한 더 깊은 이해를 이끌어냈다.
와이스버거는 소셜 미디어가 학습 참여 수준(학생-학생, 학생-교사, 학생-콘텐츠)과 반성, 비판적 사고, 지식 구축, 학습 과정 이해와 같은 학습 기술 발달을 증가시킬 수 있다고 가정했다. 2014년 리뷰에서 준코, 하이버거, 로켄(2011)과 블라슈케, 포르토, 커츠(2010)의 연구가 이를 지지한다고 밝혔다.
2020년에 실시된 ‘협동 학습에서 소셜 미디어 역할 탐구’ 연구는 학문적 목적의 소셜 미디어 사용과 학생 참여 증가 사이에 유의미한 양의 상관관계가 있음을 제시했다. 학생 참여가 증가함에 따라 학업 성취도 또한 긍정적으로 연관되었다.

### 주의 산만
기술과 소셜 미디어 사용이 보편화되면서, 일부 교육자와 학부모는 이들이 교실 내 학생들의 집중을 방해한다고 주장했다. 이로 인해 많은 학교가 인터넷 접속(소셜 미디어 포함)을 차단하거나 교실 내 휴대전화 사용을 금지하였다.

neaToday의 키라 배럿 기사에는 “최근 한 학생이 교실에서 문제 행동을 보였는데, 그 학생이 특히 불안해하며 수업을 방해했다. 그녀와 상담한 결과, 전날 밤 인스타그램에서 친구들이 그녀를 욕했기 때문이라는 사실을 알게 되었다.”라고 기록되어 있다.

### 부적절한 게시물
2010년대 이후 휴대전화와 소셜 미디어가 교실에 있어야 하는지에 관한 논쟁이 계속되었다. 많은 부모와 교육자는 소셜 미디어 사용의 잠재적 부정적 영향과 불쾌한 이미지 전송, 부정적인 의견 및 사건의 확산 가능성을 우려한다. 우려 사항에는 사이버 폭력과 기타 부적절한 콘텐츠 유통이 포함된다. 사이버 괴롭힘은 가해자에게 법적 결과를 초래할 수 있고, 피해자에게는 치명적 결과를 불러올 수 있는 정서적·신체적 피해를 입힐 수 있다. 고등 교육에서는 사생활 침해, 반사회적 상호작용, 차별적 행태가 관찰되었다.
부주의한 게시물은 학생들의 경력을 위태롭게 하거나 미래 기회를 제한할 수 있다. 일부 청소년은 이러한 위험을 줄이기 위해 소셜 미디어에서 스스로를 차단하기도 한다.

### 정신 건강
한 연구는 소셜 미디어 과다 사용이 비판적 사고 표현에 해를 끼칠 수 있다고 보고했다. 교육 목적의 소셜 미디어 사용은 학생들의 정신 건강에 해로울 수 있다. 청소년과 젊은 성인을 대상으로 한 한 설문조사에서는 소셜 미디어 사용 증가가 불안, 우울, 자존감 저하를 유발해 학습에 방해가 된다고 보고되었다.
청소년기 불안과 우울증이 급격히 증가하고 있으며, 이는 다수 연구에서 청소년들의 소셜 미디어 사용 증가와 연관이 있다고 보았다. 청소년은 소셜 미디어를 다룰 만한 삶의 경험이 부족할 수 있다. 소셜 미디어 참여는 사이버 괴롭힘과 사이버 스토킹 위험에 노출시킨다. 소셜 미디어 상의 소통은 대면 소통 시 행동을 조절하는 사회적 신호가 부족할 수 있다.
진 트웬지와 제이콥 바클리 연구에 따르면, 하루 5시간 이상 소셜 미디어를 사용하는 청소년은 우울, 자살 생각 및 계획, 자살 시도와 같은 자살 위험 징후를 보일 가능성이 71% 더 높다. 심지어 2시간 이상 사용도 이 위험 요인과 밀접한 관련이 있다. 청소년은 소셜 미디어 상에서 타인의 삶과 자신을 끊임없이 비교하며 외로움을 증폭시킨다. 이 상황은 사이버 괴롭힘과 대면 상호작용 부재로 인해 건강 문제를 악화시킨다.
교사들은 교실 내에서 학생들의 대면 의사소통 능력이 감소하는 현상을 목격했다. 최근 코리아 맥아비, 카트리나 스미스 등 교육자들은 학생들 사이에서 불안과 ‘놓칠까 두려움(FOMO)’이 증가하고 있음을 보고했으며, 이는 소셜 미디어 플랫폼과의 상호작용과 관련이 있다고 본다. 교육 분야에서는 소셜 미디어 스트레스에 대응하고 불안을 효과적으로 식별 및 대처할 수 있는 역량을 기르기 위해 학교 교육 과정에 건강 교육을 포함하는 것이 중요하다는 데 전문가 및 교육자들이 의견을 모으고 있다.

### 학생-교사 상호작용
개인화된 소통은 오해를 불러일으킬 수 있다. 일부 환경에서는 교사가 학생과의 소셜 미디어 소통에서 전문성을 유지해야 한다.
다른 도전 과제도 발견되었다. 일부 학생은 교사보다 소셜 미디어 사용에 능숙할 수 있다. 교사는 새로운 기술을 익힐 시간이 제한적일 수 있다. 통계에 따르면 약 40%의 교사는 일상적인 학습 도구로 소셜 미디어를 사용하지 않는다.
소셜 미디어가 교육 과정의 일부가 될 때 학생들은 교사 및 학교 시스템을 더 긍정적으로 인식하는 경향이 있다.

## 같이 보기
- 혼합형 학습
- 원격 교육
- 교육공학
- 에듀테인먼트
- 모바일 학습
- 퀴즈 비디오 게임